# Flaxton, North Dakota
Flaxton, North Dakota (енгл. Flaxton) град је у америчкој савезној држави Северна Дакота.

## Демографија
По попису из 2010. године број становника је 66, што је 7 (-9,6%) становника мање него 2000. године.
| Група             | 2000.       | 2010.      |
| Белци             | 73 (100,0%) | 54 (81,8%) |
| Афроамериканци    | 0 (0,0%)    | 0 (0,0%)   |
| Азијати           | 0 (0,0%)    | 0 (0,0%)   |
| Хиспаноамериканци | 0 (0,0%)    | 12 (18,2%) |
| Укупно            | 73          | 66         |